# Woyzeck
Woyzeck er et skuespil af Georg Büchner. Büchner efterlod det ufuldstændigt ved sin død i februar 1837, det blev først kendt 40 år efter og måtte yderligere vente på sin førsteopførelse til 1913, hvor Max Reinhardt satte det op på Residenztheater i München.
Siden er dramaet blevet en del af standardrepertoiret på alverdens teatre, og det i vidt forskellige fortolkninger af Büchners ufærdige tekst.
Det var i sommeren 1836 Büchner begyndte at skrive dramaet, som løseligt bygger på en faktisk foregået historie om et mord i Leipzig i 1821. Parykmageren Johann Christian Woyzeck, myrdede i jalousi Christiane Woost, en 46-årig enke, som han havde boet hos; han blev senere offentligt halshugget . 

## Handlingsskelet
Soldaten Franz Woyzeck lever ugift sammen med Marie og deres fælles barn. Woyzeck påtager sig ekstra arbejde, bl. a. som medicinsk forsøgsperson, hvilket påvirker ham mentalt.
Marie bedrager ham med en officer, som ydmyger Woyzeck under en konfrontation. Woyzeck myrder Marie og skjuler mordvåbnet i en dam, med hvis vand han tørrer hendes blod af sig.
Her slutter Büchners efterladte tekst.

## Forestillinger i Danmark
2021 på Teater Nordkraft, instrueret af Minna Johannesson

2014 på Det Kongelige Teater, instrueret af Staffan V. Holm

### Betty Nansen Teatret
I november 2000 havde Robert Wilson, Kathleen Brennans og Tom Waits' musical-udgave af Woyzeck premiere på Betty Nansen Teatret på Frederiksberg med Jens Jørn Spottag i titelrollen. Denne forestilling vakte genklang i udlandet og turnerede i Sverige, Polen, Irland og Frankrig.
| - Udkast til gadescene - Den pralende Tambourmajor, 1936 Der prahlende Tambourmajor - Gaden, 1936 Die Straße - Woyzeck profil |